# Palais Spini-Feroni
Le palais Spini-Feroni (Palazzo Spini Feroni) est un édifice de style gothique situé à Florence en Italie, via Tornabuoni à l'angle de la piazza Santa Trinita, en face du pont Santa Trinita sur l’Arno.
Depuis 1995, le palais abrite un musée (it) consacré au designer de chaussures Salvatore Ferragamo.

## Histoire
Le palais Spini-Feroni est un palais médiéval construit en 1289 par Geri Spini, un guelfe noir, riche marchand et banquier proche du pape Boniface VIII. La conception du palais a été attribuée à Arnolfo di Cambio ou Lapo Tedesco.
Au fil des siècles, le palais a appartenu à diverses familles : Spini, Guasconi, Bagnano et Feroni.
En 1846, la ville de Florence achète le palais pour en faire son municipio (mairie) de 1860 à 1870, période où Florence était la capitale de l'Italie.
En 1881, la ville vend le palais à la Cassa di Risparmio, puis en 1938 Salvatore Ferragamo l'achète et y installe son atelier de chaussures.

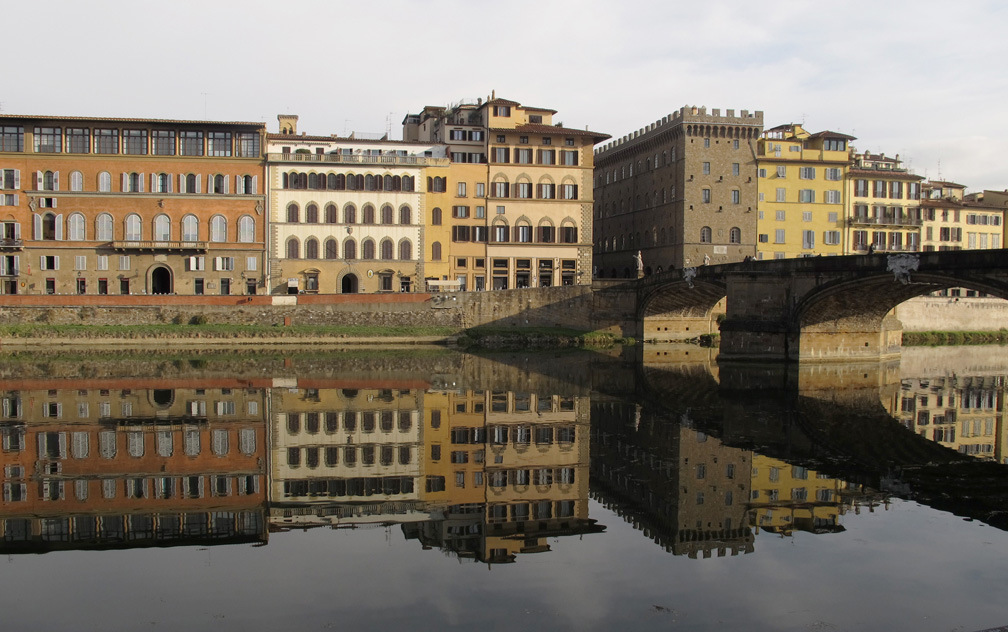
En face du pont Santa Trinita, à droite, le palais Spini-Feroni avec son toit en créneaux.

En 2000, le palais est restauré.

## Architecture
L'aspect d'origine de l'édifice peut être vu dans les fresques de Domenico Ghirlandaio dans la chapelle Sassetti de l'église voisine de Santa Trinita. Construit durant l'époque médiévale, alors que la ville traversait une période de turbulence avec des conflits fratricides entre familles, le palais est une forteresse en pierre, avec des arcs au niveau de la rue, une corniche saillante surmontée de merlons guelfes.
À l'intérieur se trouve une chapelle avec des fresques de Bernardino Poccetti (1609-1612) qui représentant dans la voûte Le Paradis avec un chœur d’anges musiciens et sur l'autel une Adoration des bergers.

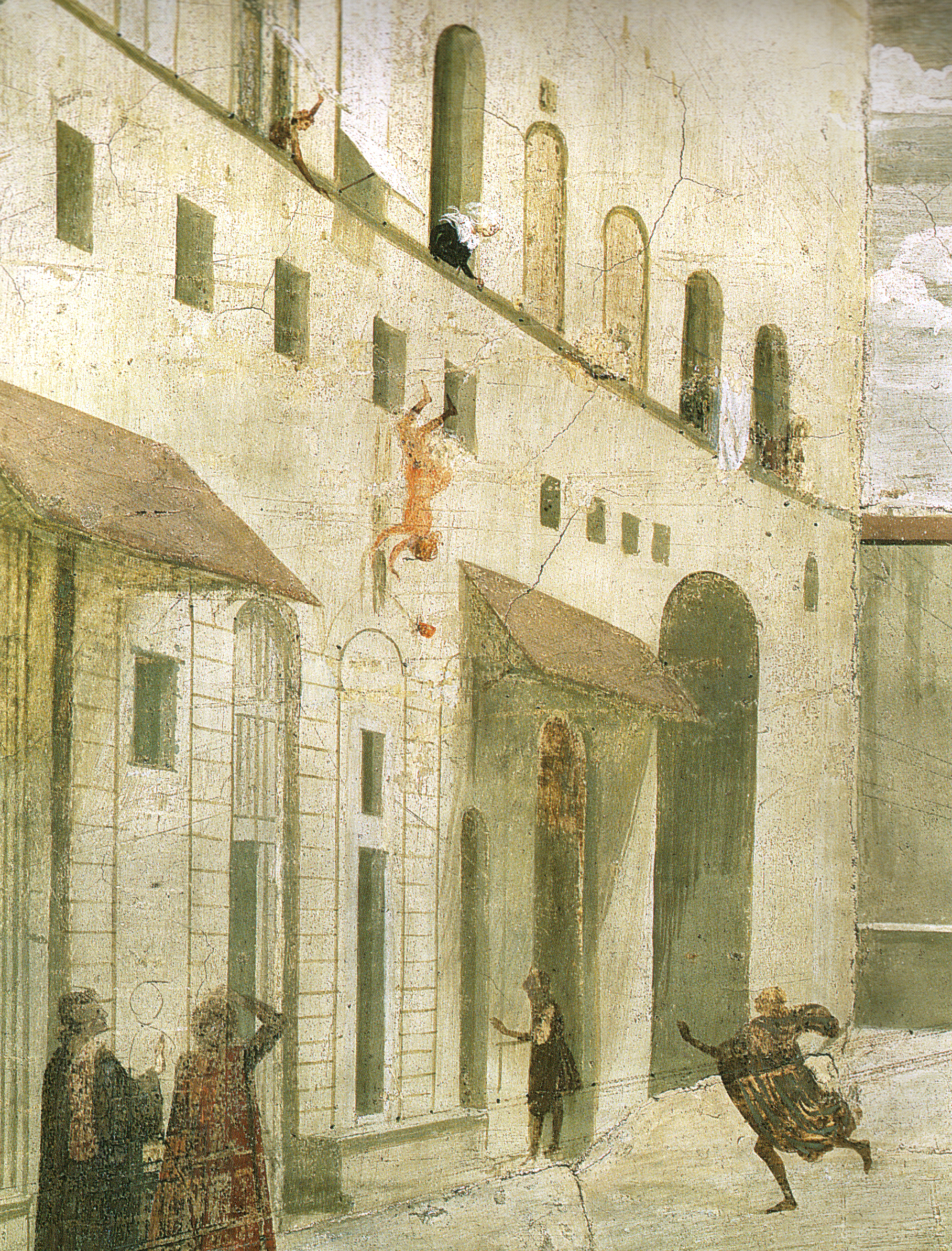
Détail de la fresque de Le Miracle de l'enfant ressuscité  de Domenico Ghirlandaio, chapelle Sassetti, basilique Santa Trinita.

## Sources
- (it) Cet article est partiellement ou en totalité issu de l’article de Wikipédia en italien intitulé « Palazzo Spini Feroni » (voir la liste des auteurs).